# Meloe baudueri
Meloe baudueri is een keversoort uit de familie van oliekevers (Meloidae). De wetenschappelijke naam van de soort is voor het eerst geldig gepubliceerd in 1863 door Grenier.